# 圣皮埃尔代特里皮耶
圣皮埃尔-德特里皮耶（法語：Saint-Pierre-des-Tripiers，法語發音：[sɛ̃ pjɛʁ de tʁipje]）是法国洛泽尔省的一个市镇，属于弗洛拉克区。

## 地理
圣皮埃尔-德特里皮耶（44°11'58"N, 3°15'28"E）面积34.74 平方千米，位于法国奧克西塔尼大區洛泽尔省，该省份为法国南部内陆省份，北起上盧瓦爾省和康塔爾省，西接阿韦龙省，南至加尔省，东临阿尔代什省。
与圣皮埃尔-德特里皮耶接壤的市镇（或旧市镇、城区）包括：莫斯蒂埃茹勒、佩尔洛、韦罗、于尔-拉帕拉德、勒罗济耶、马斯格罗斯-科斯-戈尔日。
圣皮埃尔-德特里皮耶的时区为UTC+01:00、UTC+02:00（夏令时）。

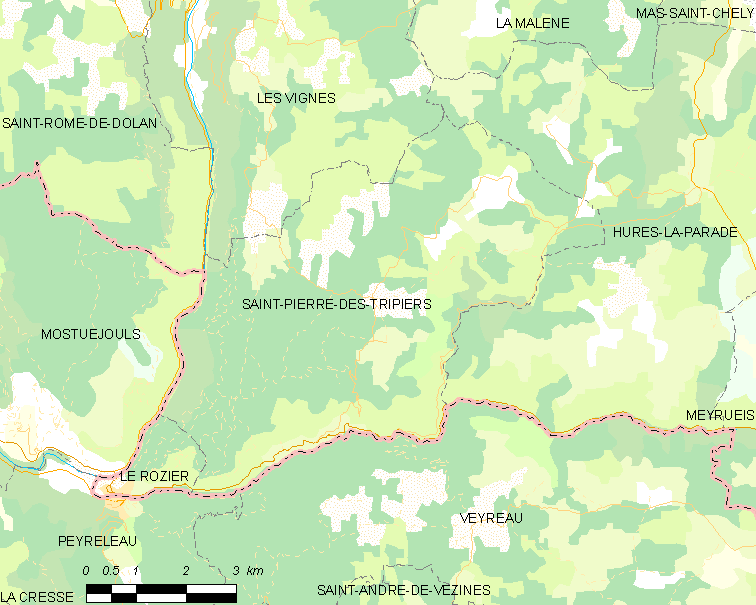
圣皮埃尔-德特里皮耶的OSM定位图

## 行政
圣皮埃尔-德特里皮耶的邮政编码为48150，INSEE市镇编码为48176。

## 政治
圣皮埃尔-德特里皮耶所属的省级选区为弗洛拉克三河镇县。

## 人口

1962-2008年间圣皮埃尔-德特里皮耶人口变化图示

圣皮埃尔-德特里皮耶于2022年1月1日时的人口数量为96人。